# Munster (sir)
Munster ili Munster-Géromé je vrsta francuskog mekanog sira podrijetlom iz Vogeza i elzaškog Münstertala (Vallée de Munster), danas dijela francuske regije Grand Est.